# Ross County Football Club
Maillots
Actualités
Dernière mise à jour : 6 janvier 2025.
Le Ross County Football Club est un club de football écossais basé à Dingwall et fondé en 1929. Le club évolue actuellement en Scottish Premiership  depuis sa relegation en 2025.

## Historique
- 1929 : Fondation du club
- 2010 : Le club atteint la finale de la Coupe d'Écosse en 2010, mais s'incline 3-0 contre Dundee United
- 2012 : Le club est promu en Premier League, après avoir terminé 1er du Championnat de D2
- 2018 : Le club est relégué en Scottish Championship.

- 2025 : Le club est relégué en Scottish Championship[3].

## Palmarès
- Championnat d'Écosse D2 (2)
  - Champion : 2012 et 2019

- Championnat d'Écosse D3 (1)
  - Champion : 2008

- Championnat d'Écosse D4 (1)
  - Champion : 1999

- Coupe d'Écosse (0)
  - Finaliste : 2010

- Coupe de la Ligue (1)
  - Vainqueur : 2016

- Scottish Challenge Cup (3)
  - Vainqueur : 2007, 2011, 2019
  - Finaliste : 2005, 2009

- Scottish Qualifying Cup (1)
  - Vainqueur : 1993

## Joueurs et personnalités du club

### Entraîneurs
- John Buchanan
- Robert Wilson (1987–96)
- Neale Cooper (1er juillet 1996 – 11 novembre 2002)
- Alex Smith (27 novembre 2002 – 11 juin 2005)
- John Robertson (21 juin 2005 – 24 octobre 2005)
- Gardner Speirs (intérim) (24 octobre 2005 – 30 juin 2006)
- Scott Leitch (1er juillet 2006 – 17 juin 2007)
- Dick Campbell (2007)
- Derek Adams (intérim) (2 octobre 2007 – 21 novembre 2007)
- Derek Adams (21 novembre 2007 – 11 novembre 2010)
- Craig Brewster (intérim) (11 novembre 2010 – 25 novembre 2010)
- Willie McStay (25 novembre 2010 – 12 février 2011)
- George Adams (intérim) (12 février 2011 – 17 février 2011)
- Jimmy Calderwood (17 février 2011 – 15 mai 2011)
- Derek Adams (19 mai 2011 – 28 août 2014)
- Steven Ferguson (28 août 2014 – 9 septembre 2014)
- Jim McIntyre (9 septembre 2014 – 25 septembre 2017)
- Owen Coyle (28 septembre 2017 – 1er mars 2018)
- Steven Ferguson & Stuart Kettlewell (2 mars 2018 – 10 juin 2020)
- Stuart Kettlewell (10 juin 2020 – 19 décembre 2020)
- John Hughes (21 décembre 2020 – 24 mai 2021)
- Malky Mackay (26 mai 2021 – 15 novembre 2023)
- Derek Adams (15 novembre 2023 – 7 février 2023)

### Joueurs emblématiques
- Scott Boyd
- Richard Brittain
- Don Cowie
- Scott Fox
- Marcus Fraser
- Brian Graham
- Brian Irvine
- Colin McMenamin
- John Rankin
- Martin Woods
- Andrew Davies
- Liam Boyce
- Michael McGovern
- Ivan Sproule
- Jackson Irvine
- Richard Hastings
- Regan Charles-Cook
- Alex Schalk
- Filip Kiss